# Azle (Teksas)
Azle je grad u američkoj saveznoj državi Teksas. Prema popisu stanovništva iz 2010. u njemu je živjelo 10.947 stanovnika.